# Primera guerra civil de Costa de Marfil
La primera guerra civil de Costa de Marfil se inició el 19 de septiembre de 2002, y tras una tregua, concluyó en marzo de 2007 con la unión de los dos bandos para conformar el gobierno del país. El conflicto enfrentó al gobierno del presidente de Costa de Marfil, Laurent Gbagbo, con una insurgencia interna liderada por las Fuerzas Nuevas de Costa de Marfil (Forces nouvelles de Côte d'Ivoire). Después de la guerra, comenzaría una segunda guerra civil por los resultados de las elecciones presidenciales de Costa de Marfil de 2010.

## Antecedentes
Desde la muerte del primer presidente de Costa de Marfil, Félix Houphouët-Boigny, sus sucesores, todos provenientes del sur del país de mayoría cristiana, han jugado la carta del nacionalismo y la reducción de derechos de las poblaciones del norte y el oeste, mayoritariamente musulmanas.
El 25 de diciembre de 1999 un golpe de Estado, el primero en la historia de ese país, depuso al sucesor de Houphouët-Boigny. Desde entonces el país ha entrado en un proceso de empeoramiento económico y de disputas de carácter étnico. En octubre de 2000 se realizaron elecciones en las que se prohibió la participación de un candidato musulmán. Ese año el gobierno regresó a manos civiles al autoproclamarse presidente Laurent Gbagbo después de un alzamiento civil que depuso al régimen militar. 
Desde la llegada al poder de Laurent Gbagbo se multiplicaron los incidentes de violencia étnica contra musulmanes.

### Nacionalismo en Costa de Marfil
En los años 1990 se empezó a utilizar el término Ivoirité para denotar la pertenencia a Costa de Marfil. Al principio se habló de una pertenencia cultural, donde todos los habitantes de Costa de Marfil podrían identificarse, incluyendo un tercio de la población de origen extranjero.
Pero la política ha hecho variar el término para incluir actualmente sólo a las poblaciones de la costa y del centro del país, excluyendo muy particularmente la población esencialmente musulmana del norte y el oeste.
El 24 de diciembre de 1999, Henri Konan Bedie fue derrocado por el ejército, no por el concepto de Ivoirité , sino por una reforma constitucional que le permitiría hacer frente a los 75 años de edad. El concepto de Ivoirité desaparece, pero persiste la tensión xenófoba. El General Robert Guéï se coloca en el poder hasta nuevas elecciones, el concepto Ivoirité se utiliza en la política del país para limitar la vida social de los "Marfileños de origen duduoso". Es en estas condiciones que el 23 de julio de 2000 una nueva Constitución fue aprobada por referéndum, todos los partidos políticos han llamado a votar. En ella se estipula que sólo los ciudadanos de Costa de Marfil cuyos padres sean marfileños (Ivoirité) pueden asistir a una elección presidencial. Una gran "campaña para identificar" surge supuestamente con la intención de definir la ciudadanía real de Costa de Marfil. La nueva Constitución no impide que Alassane Ouattara se declararse candidato a las elecciones presidenciales.
tiempo después esta noción se utilizó en 2000 para que la Corte Suprema anulara la participación en las elecciones del candidato Alassane Ouattara, originario del norte del país.

## Hostilidades

### Incidentes a partir del periodo Electoral
El golpe de Estado del general Robert Guei se legítima por el reconocimiento del Frente Popular de Costa de Marfil (FPI) de Laurent Gbagbo y la Agrupación de los Republicanos (RDR) de Alassane Ouattara.
Los siete candidatos presentados sucesivamente por el Partido Democrático de Côte d'Ivoire (PDCI) de Henri Konan Bedie presidente en el año 2000, son eliminados por la Corte Suprema. Es lo mismo por el candidato de la Agrupación de Republicanos, Alassane Ouattara, considerado no Ivoirité. En total, catorce de los veinte candidatos en esta segunda elección presidencial presentados por los partidos fueron desestimados por el Tribunal Supremo.
Durante las Elecciones Presidenciales de 2000 se dieron enfrentamientos violentos entre partidarios de los candidatos, muriendo 50 personas en los disturbios. El conteo de los votos pone a Robert Guei en segunda posición detrás de Laurent Gbagbo el 22 de octubre, que sin embargo este se proclamó presidente lo que provocó manifestaciones masivas de la población, pronto seguida por la gendarmería. Durante los enfrentamientos entre la guardia pretoriana del general Guei y la población, esta es rápidamente reprimida pero persisten los enfrentamientos entre los partidarios y simpatizantes de Ouattara y de Laurent Gbagbo. Por último, el 26 de octubre, Laurent Gbagbo, que fue proclamado presidente por decisión de la Comisión Electoral.
El fracaso de sucesivos intentos de golpe de Estado hacen a partidarios de Alassane Ouattara en el ejército a huir a Burkina Faso.
En enero de 2001 un supuesto intento de golpe de Estado fue adjudicado a la población extranjera, provocando la huida de inmigrantes de Burkina Faso del país.

### Intento de Golpe el 19 de septiembre
El 19 de septiembre de 2002 mientras Laurent Gbagbo se encontraba en un viaje diplomático en Italia estalló una rebelión en el norte y oeste del país por parte de militares opositores al gobierno y la política discriminatoria de este haciéndose llamar Movimiento Patriótico de Costa de Marfil, lo que produjo una división de hecho del país. Las tropas rebeldes intentaron dirigirse hacia la capital para tomar el control completo del Estado. Los golpistas lanzaron una ofensiva tratando de tomar las principales ciudades del país no pudiendo tomar Abiyán pero si Korhogo y Bouaké. Durante el golpe, varios intentos de asesinato contra Alassane Ouattara y Moisés Lida Kouassi, Ministro de Defensa. El ministro del Interior, Emile Boga Doudou, Robert Guei y sus guardaespaldas son asesinados estos asesinatos y atentados han sido atribuidos al Gobierno. Los líderes del golpe son contenidos y se retiran a Bouaké. Los combates entre rebeldes y fuerzas gubernamentales en las principales ciudades se intensifican , Bouaké incluido y estas pasan de mano en mano, las ejecuciones sumarias se multiplican en cada lado.

### Estalla la Guerra Civil
Este intento de golpe en Abiyán no es un signo de una crisis tribal (como una secesión), sino de una crisis de transición desde la dictadura de Houphouet-Boigny hacia la Democracia enfrentada con definición de la ciudadanía en el concepto Ivoirité.
Muchos de los rebeldes son soldados que han sido excluidos del ejército de Costa de Marfil durante la Dictadura de Robert Guei y entrenados en el campamento de Po en Burkina Faso y en Malí. Equipado con nuevas armas, apoyados por combatientes de varios países de la región y con un golpe de suerte financiero significativo de origen desconocido, atacaron Bouaké y trataron inicialmente de hacerse pasar por soldados se amotinaron. Debido al éxito de su operación, las poblaciones del norte dieron apoyo a su rebelión. Sus demandas principales son la partida de Laurent Gbagbo, de Costa de Marfil la obtención de la nacionalidad a todos los habitantes del país, los derechos de voto y representación en Abiyán. El concepto de Ivoirité y todo lo que conlleva es directamente cuestionado por los rebeldes. Ellos sin embargo, formaron una alianza con los partidarios de la Ivoirité: partidarios de Bedie y herederos de Guei.
Hasta noviembre, muchos sindicalistas, estudiantes, opositores políticos del RDR o cercanos a la RDR, sospechoso de estar detrás de la rebelión, y activistas de organizaciones comunistas son ejecutados por la policía o milicianos. Trescientas personas en total han sido asesinados en el otoño de 2002. Cientos de extranjeros o personas sospechosas son masacrados por las FANCI y Mercenarios Liberianos. masacres similares tuvieron lugar en la zona rebelde dando como resultado el escape al sur de Costa de Marfil un millón de entonces llamados desplazados.
El bombardeo de los helicópteros del ejército lealista causa muchas muertes en la población civil en noviembre y diciembre de 2002, especialmente en el pueblo de Pelezi en el oeste. En el mismo período, una masa de decenas de cadáveres se ha descubierto también Monokozoé (cerca de Daloa) tras el paso de las fuerzas leales.
Los rebeldes afirmaban luchar en contra de un gobierno que les niega derechos civiles y religiosos, además de no compartir la prosperidad del sur con las zonas pobres y desérticas del norte del país. Por su parte, el gobierno de Laurent Gbagbo considera a los rebeldes como un grupo de desertores ávidos de poder y sostenidos por el gobierno de Burkina Faso, cuyo interés es el de desestabilizar la región.

## Despliegue de las Fuerzas de Paz

### Operación Licorne
Por solicitud de la CEDEAO y en el marco del acuerdo de defensa firmado entre los dos países el 24 de agosto de 1961, Francia envió un contingente de 2.500 «cascos blancos» con apoyo de APCs VAB, VCIs ERC-90 Sagaie y vehículos ligeros VBL a Costa de Marfil independientemente de la operación de la ONU , siendo desplegada el 22 de septiembre de 2002. El objetivo de la misión era separar a las fuerzas del conflicto por una zona controlada por las fuerzas de paz (Línea de Confianza) entre Bouaké (la segunda ciudad más poblada de Costa de Marfil y posición importante de las NFCI) y la capital Yamoussoukro. Junto con los franceses llegaron también fuerzas de paz de Benín y Marruecos.

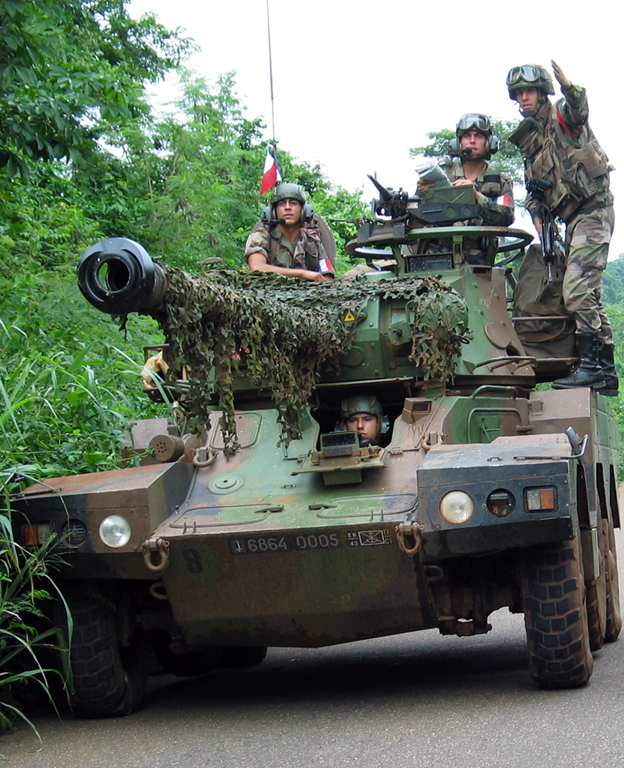
ERC-90 Sagaie de las Fuerzas de Paz Licorne en 2003

### MINUCI
Mediante la resolución 1479 aprobada el 13 de mayo de 2003 por el Consejo de Seguridad de la ONU se desplegó Una Fuerza Multinacional de paz de los Cascos Azules nombrándola "Misión de las Naciones Unidas en Costa de Marfil" (MINUCI) contando con militares de Austria, Bangladés, Benín, Brasil, Gambia, Ghana, India, Irlanda, Jordania, Kenia, Nepal, Níger, Nigeria, Pakistán, Paraguay, Filipinas, Polonia, República de Moldavia, Rumanía, Federación de Rusia, Senegal, Túnez y Uruguay siendo en total de 6.420 miembros destinados a separar a las partes y establecer y vigilar una Franja neutral desde la frontera con Liberia hasta la frontera con Ghana llamada "Línea de Confianza" en colaboración con las fuerzas francesas de la Licorne. 
Los principales Batallones son los de Ghana, Jordania, Pakistán, Marruecos, Níger, Benín, Bangladés y Togo y Francia después.

### ECOMICI
Los esfuerzos de mediación de la ONU y la CEEAO finalizaron el 17 de octubre de 2002 acordando el 18 de diciembre desplegar las fuerzas de paz de la CEEAO, siendo desplegada la ECOMICI el 31 de diciembre de 2002, apoyadas por las Fuerzas Francesas de la Operación Licorne que habían sido desplegadas antes, desplegando 1264 soldados y en los meses siguientes aumentando a cerca de 3500 soldados.

## Tregua
El 17 de octubre el Gobierno y el MPCI acordaron un cese al fuego que allanó el camino para las primeras negociaciones de paz, el 23 de octubre Eyadema Gnassingbe es designado Mediador por la CEEAO en Costa de Marfil

### Conversaciones de Lomé
El 30 de octubre se empezó la medidación para lograr una tregua en Lomé, Capital de Togo bajo el auspicio de Eyadema Gnassingbe, designado por el Grupo de Contacto de la CEEAO para dirigir las negociaciones. El 31 de octubre se dio un primer acuerdo en el cual las dos partes reafirmaron su decisión de respetar el cese al fuego, comprometiéndose a respetar los derechos humanos y respetar la integridad territorial de Costa de Marfil e instituciones de esta. El 1.º de noviembre el Gobierno acordó que presentaría un proyecto de ley de amnistía a la Asamblea Nacional de Costa de Marfil para la liberación de los militares encarcelados y la reintegración del ejército con el regreso de los Militares exiliados entre otras cosas. Pero el MPCI exigió la dimisiondel gobierno , que se reformara la Constitución y se celebraran nuevas elecciones, cosa a la que el Gobierno estaba totalmente opuesta y se negaba a hacer entras que el Gobierno exigió que los rebeldes se desarmaran y cumplieran su compromiso de preservar la integridad territorial del país, poco después el MPIGO y el MJP acordaron un alto a fuego con el Gobierno.
pese a los grandes esfuerzos de la CEEAO para resolver el estancamiento, la presentación de un proyecto de plan de paz de avenencia el 21 de noviembre de 2002 y los esfuerzos en reuniones de los miembros de la CEEAO en Abiyán, Kara y finalmente en Dakar el 18 de diciembre de 2002, pidiendo a los miembros Africanos y a Francia a solicitar al Consejo de Seguridad de la ONU a reunisrse sobre la situación en Costa de Marfil desplegar las fuerzas de paz de la CEEAO y la designación General Papa Khalil Fall de Senegal Comandante de la ECOMICI y a Raph Uwechue de Nigeria representante Especial del Secretario Ejecutivo de la CEEAO para Costa de Marfil.
por iniciativa del Ministro de Relaciones Exteriores de Francia, Dominique de Villepin, Francia solicitó a todos los grupos políticos que acordaran asistir a una mesa redonda en Francia dado el fracaso de las conversaciones de Lomé.

### Acuerdos de Linas-Marcoussis
Un acuerdo entre todas las fuerzas políticas se firmó en Marcoussis, Francia, el 24 de enero de 2003. Simultáneamente, se prevé el mantenimiento del jefe de Estado en el cargo, el presidente Laurent Gbagbo, el establecimiento de un gobierno de reconciliación nacional, incluidos representantes de la rebelión y la implementación de un programa que aborda temas clave de fondo detrás de la crisis de Costa de Marfil (nacionalidad, propiedad rural, la elegibilidad, la reestructuración del ejército, el desarme de los rebeldes).

### Acuerdos de Acra
En 2003 se logró la tregua y las fuerzas de interposición separaron las posiciones de las tropas del gobierno de las de las fuerzas rebeldes. Durante el período de tregua, las fuerzas gubernamentales aprovecharon el tiempo para modernizar su aviación militar con nuevos aviones y helicópteros.

## Reinicio de hostilidades
Del 4 al 23 de septiembre de 2004 a petición de la ONU, el representante Especial de las Naciones Unidas en Costa de Marfil: Albert Tévoédjrè se reunió con los Presidentes de Benín, Burkina Faso, El Congo, Gabón, Ghana, Malí, Níger, Nigeria, Sierra Leona, Sudáfrica y Togo y representantes de Angola y de la CEEAO , durante las reuniones expresaron su preocupación por la falta de voluntad de las partes por el cumplimiento de los acuerdos de Acra III y del acuerdo Linas-Marcoussis y presionar por el cumplimiento de estas. La escalada de tensiones aumentó aún más las siguientes semanas. El 23 de octubre, un avión de la CEEAO, haciendo una escala en Yamoussoukro, fue detenido por fuerzas del Ejército de Costa de Marfil que intentaron interrogar a cinco miembros de las NFCM que viajaban en él, teniendo las fuerzas de paz que intervenir para que pudiera volar a su destino. Estando el país obstaculizado por retenes y puestos de control de ambos bandos en sus respectivos territorios y entre la "Línea de Confianza" y las Nuevas Fuerzas Armadas de Costa de Marfil. La tregua duró hasta septiembre de 2004, cuando las tropas gubernamentales iniciaron bombardeos contra posiciones rebeldes. 
Tratando de provocar la salida de las tropas extranjeras, el gobierno lanzó fuertes ataques verbales contra la fuerza de interposición, lo que ha conducido a ataques de los seguidores del presidente Gbagbo contra la población de origen extranjero, que representa cerca de 25% de la población total del país. 
En noviembre de 2004, la aviación de Costa de Marfil atacó posiciones francesas produciendo como reacción la destrucción de la casi totalidad de la aviación militar de Costa de Marfil. Igualmente, tropas francesas fueron desplegadas en diversas regiones con el fin de garantizar la seguridad de instalaciones extranjeras.
Desde la destrucción de la fuerza aérea Marfileña por parte de las tropas francesas, se han multiplicado las manifestaciones de simpatizantes del régimen en contra de extranjeros, no solamente europeos, sino también contra los inmigrantes de países vecinos. El 9 de noviembre los manifestantes trataron de acceder a la zona de seguridad establecida por las tropas francesas, pero intervinieron las fuerzas de seguridad del gobierno disparando contra la multitud de manifestantes lo que produjo el saldo trágico de siete manifestantes muertos y cerca de 200 heridos. Los manifestantes por su parte culparon directamente a las fuerzas extranjeras por las muertes ocurridas.
Mientras tanto, todas las noticias que reciben los ciudadanos marfileños vienen filtradas por el gobierno, ya que fueron prohibidos los periódicos de oposición y destruidas las antenas transmisoras de emisoras de radio internacionales. 
El 10 de noviembre se inició la repatriación voluntaria de europeos residentes en Costa de Marfil.
El 11 de noviembre el gobierno marfileño acusó al ejército francés de ser el responsable de la muerte de 50 manifestantes y de 600 heridos, citando fuentes de la Cruz Roja Internacional.
Las fuentes de la Cruz Roja, por su parte, dan cifras parecidas de muertos y heridos pero no atribuyen responsabilidades.
Las tropas francesas admiten haber disparado para hacer retroceder una multitud, pero agregan que la mayoría de los heridos recibieron impactos de bala provenientes de los propios rebeldes.
Hasta el 15 de noviembre, cerca de 5.000 habitantes de 63 nacionalidades fueron evacuados hacia Europa y otros 10.000 salieron por las fronteras terrestres, principalmente hacia Liberia y Ghana. Todo ello mientras se multiplicaba el número de actos de violencia en el sur del país contra ciudadanos que no responden a la descripción de un Marfileño del Sur.
Como consecuencia del ataque a posiciones francesas de principios de noviembre, el gobierno de Costa de Marfil destituyó a algunos militares por considerarlos responsables de ese ataque, el cual fue el origen de la actual crisis. Al mismo tiempo, el ejército marfileño, ahora carente de apoyo aéreo, se ha retiró de algunas posiciones tomadas tras la ruptura de la tregua con los rebeldes del norte. Este retiro fue confirmado por portavoces de la fuerza de interposición de la ONU, procedentes de Benín y Marruecos.
El Consejo de Seguridad de las Naciones Unidas, la Unión Africana y la Unión Europea responsabilizan al gobierno Marfileño por desatar los hechos de violencia con el ataque a posiciones francesas en territorio dominado por las fuerzas rebeldes. El 15 de noviembre el Consejo de Seguridad aprueba por unanimidad una resolución que establece sanciones en contra del gobierno de Costa de Marfil que incluyen la congelación de activos y la prohibición de viajar a los líderes del gobierno de Costa de Marfil. Funcionarios de las Naciones Unidas han denunciado las incitaciones abiertas a la violencia contra extranjeros que se escuchaban cotidianamente en la radio y la televisión estatal. Estos avisos fueron remplazados por llamados a la calma a partir del 16 de noviembre. En febrero de 2005, el Consejo de Seguridad de las Naciones Unidas decidió unánimemente mantener las sanciones contra el gobierno marfileño así como el embargo de armas.
La semana siguiente a los acontecimientos que dejaron, según un comunicado oficial, cincuenta y siete civiles marfileños muertos y 2.226 heridos fue de tensa calma, con el regreso de funcionarios internacionales, especialmente los de las Naciones Unidas.
El grupo de prensa independiente indymedia interpreta la presencia de tropas francesas en Costa de Marfil, como un acto de soporte a su política de neo-colonialismo económico y aboga por la salida de las tropas francesas del país.

## Situación humanitaria
La guerra civil en Costa de Marfil ha prácticamente paralizado los programas de salud en zonas rebeldes así como los tratamientos contra el sida en un país donde casi 10% de la población resulta positiva en las pruebas de VIH (ver Epidemia de sida en Costa de Marfil).
Reporteros sin fronteras ha denunciado los ataques por parte de seguidores del presidente Gbagbo a diversos periódicos considerados de oposición, así como la quema de las instalaciones de dos de ellos. También ha denunciado que desde principios de noviembre de 2004 se prohibieron las publicaciones consideradas cercanas a los grupos rebeldes.